# Edwin Westphal
Pour les articles homonymes, voir Véliz et Westphal.
Edwin Rodolfo Westphal Véliz (né le 4 mars 1966) est un footballeur international guatémaltèque jouant au poste d'attaquant.

## Biographie
Il participe à la Gold Cup 1991, à la Gold Cup 1996 et enfin à la Gold Cup 1998 avec l'équipe du Guatemala. Il termine quatrième de l'édition 1996.